# Państwowa Rada Ochrony Przyrody
Państwowa Rada Ochrony Przyrody (PROP) – organ opiniodawczo-doradczy w zakresie ochrony przyrody, działający przy Ministrze Środowiska.
PROP, na podstawie różnych ustaw, doradza także innym organom oraz może wyrażać opinie i stanowiska z własnej inicjatywy oraz na wniosek dowolnych podmiotów. Państwowa Rada Ochrony Przyrody okresowo ocenia stan ochrony przyrody w Polsce, opiniuje projekty aktów prawnych, projekty nowych obszarów chronionych, przedstawia wnioski w sprawach dotyczących ochronę przyrody. Zgodnie z ustawą z dnia 16 kwietnia 2004 r. o ochronie przyrody pełni także funkcję organu naukowego CITES. Państwowa Rada Ochrony Przyrody jest także członkiem Światowej Unii Ochrony Przyrody IUCN (organizacja pozarządowa).

## Historia

### Przewodniczący
- Władysław Szafer (1925–1937)[3], wcześniej przewodniczący TPKOP (1919–1920) i PKOP (1920–1925)[4]
- Romuald Olaczek (1991–1995)[5]
- Ewa Symonides (1995–2000)
- Andrzej Grzywacz (2001–2003)[6]
- Joanna Gliwicz(inne języki) (2004–?)[7][8]
- Joanna Pijanowska (?–2009)[9]
- Andrzej Bereszyński (2009–2014)[10]
- Andrzej Kepel(inne języki) (2014–2016)[11][12]
- Wanda Olech-Piasecka (2016–2024)[13][14]
- Andrzej Kepel (ponownie od 2024)[15]

## Organizacja

### Powołanie Rady
Zgodnie z art. 96 ustawy o ochronie przyrody, skład Państwowej Rady Ochrony Przyrody ustala minister właściwy do spraw środowiska w liczbie od 20 do 40 członków spośród osób działających na rzecz ochrony przyrody przedstawicieli nauki, praktyki i organizacji ekologicznych.

### Komisje Rady
Obecnie w ramach Rady działają 3 komisje problemowe:
1. Komisja ds. ochrony gatunków
2. Komisja ds. ochrony ekosystemów
3. Komisja ds. prawa ochrony przyrody

### Zakres działania
Do zadań Państwowej Rady Ochrony Przyrody należy w szczególności:
- ocena realizacji ustawy o ochronie przyrody,
- opiniowanie strategii, planów i programów dotyczących ochrony przyrody,
- ocena realizacji programu ochrony i zrównoważonego użytkowania różnorodności biologicznej,
- opiniowanie aktów prawnych dotyczących ochrony przyrody,
- przedstawienie wniosków i opinii w sprawach ochrony przyrody.